# Tomas Holst
Tomas Holst, född 24 maj 1952 i Stora Tuna församling, är en svensk målare, skulptör och tecknare verksam i Dala-Järna.
Tomas Holst utbildade sig vid Konstakademien i Stockholm och för Alf Lindberg i Göteborg, och Dalakonstnärerna Uno Fryk och Sigge Rosén. Han har gjort studieresor till framför allt Berlin, Paris och Reykjavik. Han har köpts in av Statens konstråd, Moderna museet, Dalarnas museum, Joe Hill-museum, Jussi Björlingmuseet och har ställt ut från 1971 i bland annat Dalarnas museum, Liljevalchs konsthall, Borlänge konsthall, Stora museum i Falun, Galleri Origo i Stockholm, Reykjavik, Hamburg.

## Representerad
- Moderna Museet, Dalarnas Museum,mm.
- Ett flertal landsting, kommuner, Statens Konstråd mm.
- Samt institutioner, privata samlingar inom och utom landet.

## Offentliga verk i urval
- Tre målningar i ett sjukhus i Reykjavik i Island, 2010
- Tillverkat världens minsta Dalahäst 2,2 mm,täljd i fura och målad i tre färger 2001. Med i Guinness Records 2002.
- Byggt Dala-Järna konstgård med konstnären Margot Holst som innehåller konstmuseum med svensk 1900-tals konst.
- Träfågelmuseum med 300 verkliga och fantasifulla fåglar från 1800-talet till ca. 1980.